# I Anixi
I Anixi (alfabeto grego: Η άνοιξη, tradução portuguesa: "Primavera") foi a canção grega no Festival Eurovisão da Canção 1991 . Foi interpretada em grego por  Sophia Vossou. Foi a quarta canção a ser interpretada na noite do festival, a seguir à canção maltesa "Could it be", interpretada por 
Georgina & Paul Giordimaina e antes da canção helvética "Canzone per te", cantada por 
Sandra Simó. A canção grega terminou a competição em 13,º lugar, tendo recebido um total de 36 pontos. Apesar da fraca classificação, é considerada pelos gregos, como uma das melhores das canções gregas na Eurovisão. Voussou gravou também uma versão em inglês intitulada "Tell me"

## Autores
- Letra e música de: Andreas Mikroutsikos
- Orquestração: Haris Andreadis

## Letra
A canção é uma balada, com Vossou dizendo ao seu amante que se estivessem juntos seria como se primavera tivesse começado.